# Jack Hobbs (cricket)
Pour les articles homonymes, voir Hobbs.
John Berry Hobbs, dit Jack Hobbs, est un joueur de cricket international anglais né le 16 décembre 1882 à Cambridge et décédé le 21 décembre 1963 à Hove. Surnommé « The Master », ce batteur effectue sa carrière au sein du Surrey County Cricket Club entre 1905 et 1934. Il compte soixante-et-une sélection en Test cricket avec l'équipe d'Angleterre de 1908 à 1930. Il est le joueur qui a marqué le plus de century et le plus de runs en first-class cricket. Premier joueur de cricket professionnel à avoir été anobli, il a été désigné en 2000 comme l'un des cinq meilleurs joueurs du XXe siècle par le Wisden Cricketers' Almanack.

## Bilan sportif

### Principales équipes
|                         | Test        |
| ----------------------- | ----------- |
| Angleterre              | 1908 - 1930 |
|                         | First-class |
| Surrey                  | 1905 - 1934 |
| Marylebone Cricket Club | 1907 - 1929 |

Son association avec Wilfred Rhodes en équipe d'Angleterre est l'une des plus fructueuses de l'histoire du cricket.

### Statistiques et records
- Plus grand nombre de runs marqués en first-class cricket (61 237 ou 61 760 selon les statisticiens)[2]
- Plus grand nombre de centuries réussis en first-class cricket (197 ou 199 selon les statisticiens)[3]

## Honneurs
- Un de cinq Wisden Cricketers of the Year de l'année 1909. Traditionnellement, ce titre est décerné à cinq joueurs par année, et un joueur ne le reçoit qu'une seule fois dans sa carrière. Jack Hobbs est pourtant à nouveau désigné Wisden Cricketer of the Year en 1926, et ce à titre individuel, pour célébrer le fait qu'il a battu le record de centuries en first-class cricket de W. G. Grace[4].
- Anobli en 1953. Jack Hobbs est le premier joueur de cricket professionnel à recevoir cet honneur[5].
- Un des cinq Wisden Cricketers of the Century (joueurs du XXe siècle) désignés en 2000 le Wisden Cricketers' Almanack en 2000. Parmi les cent experts chargés de ce vote, trente le choisissent parmi leur sélection de cinq joueurs, ce qui le fait arriver derrière Donald Bradman (100 voix) et Garfield Sobers (90 voix) mais devant Shane Warne (27) et Viv Richards (25)[6].
- Membre de l'ICC Cricket Hall of Fame depuis 2009 (membre inaugural)[7].